# Gymnocalycium mihanovichii
Gymnocalycium mihanovichii is een cactus uit Zuid-Amerika die veelvuldig als kamerplant wordt gebruikt. De meest populaire cultivars zijn mutanten die totaal geen chlorofyl bevatten, waardoor de onderliggende rode, oranje of gele pigmenten zichtbaar worden.

## Afbeeldingen

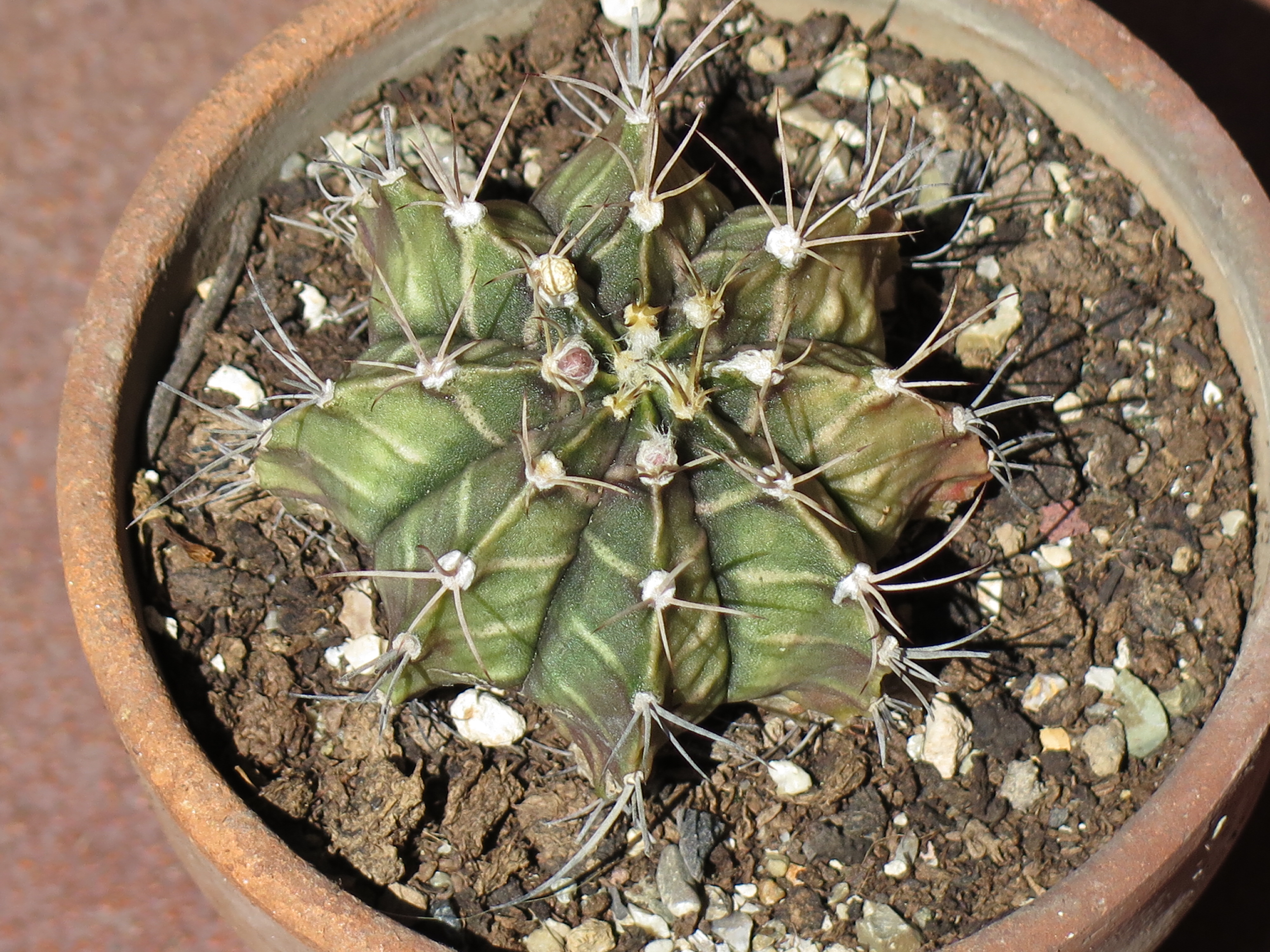
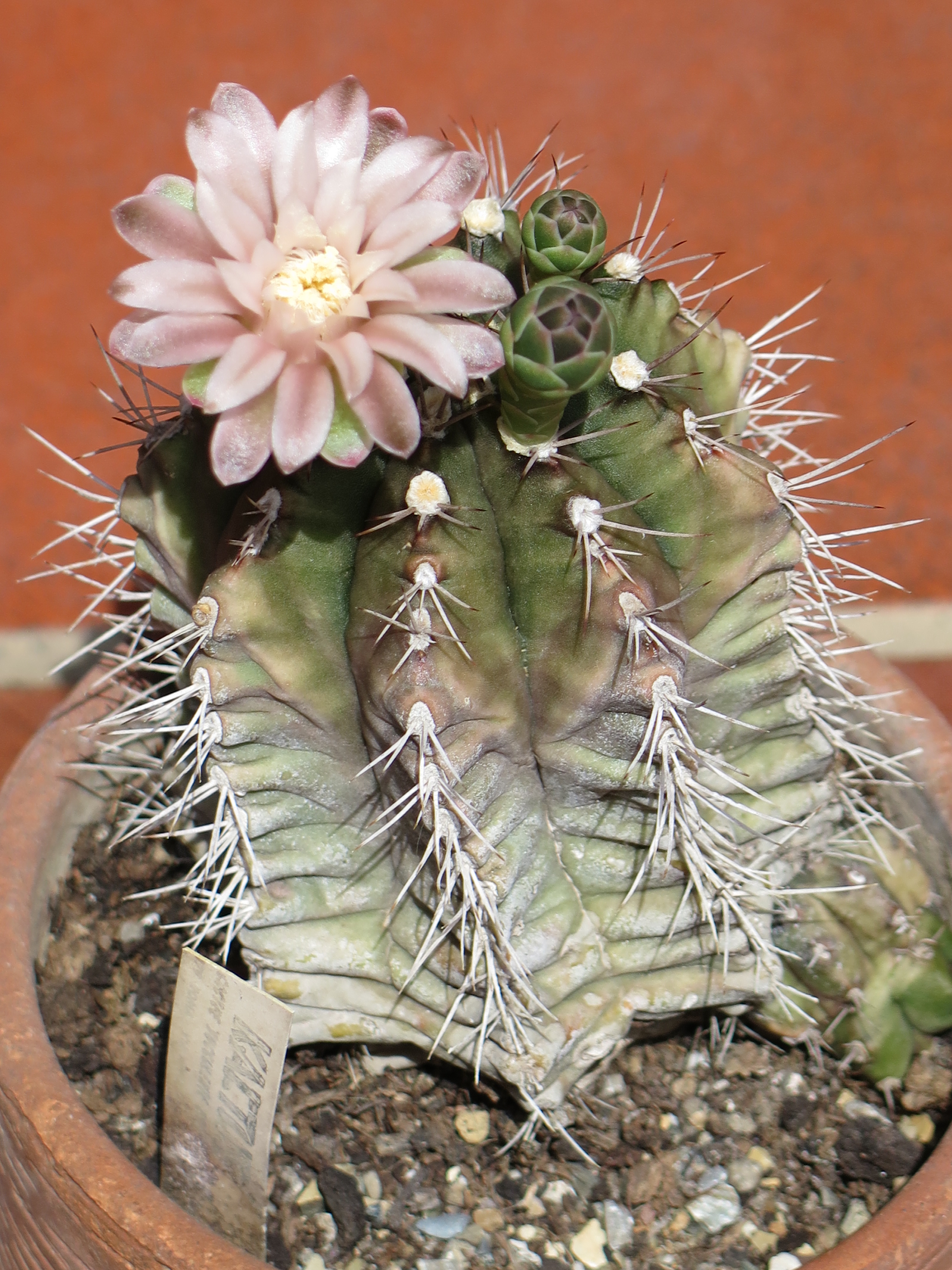
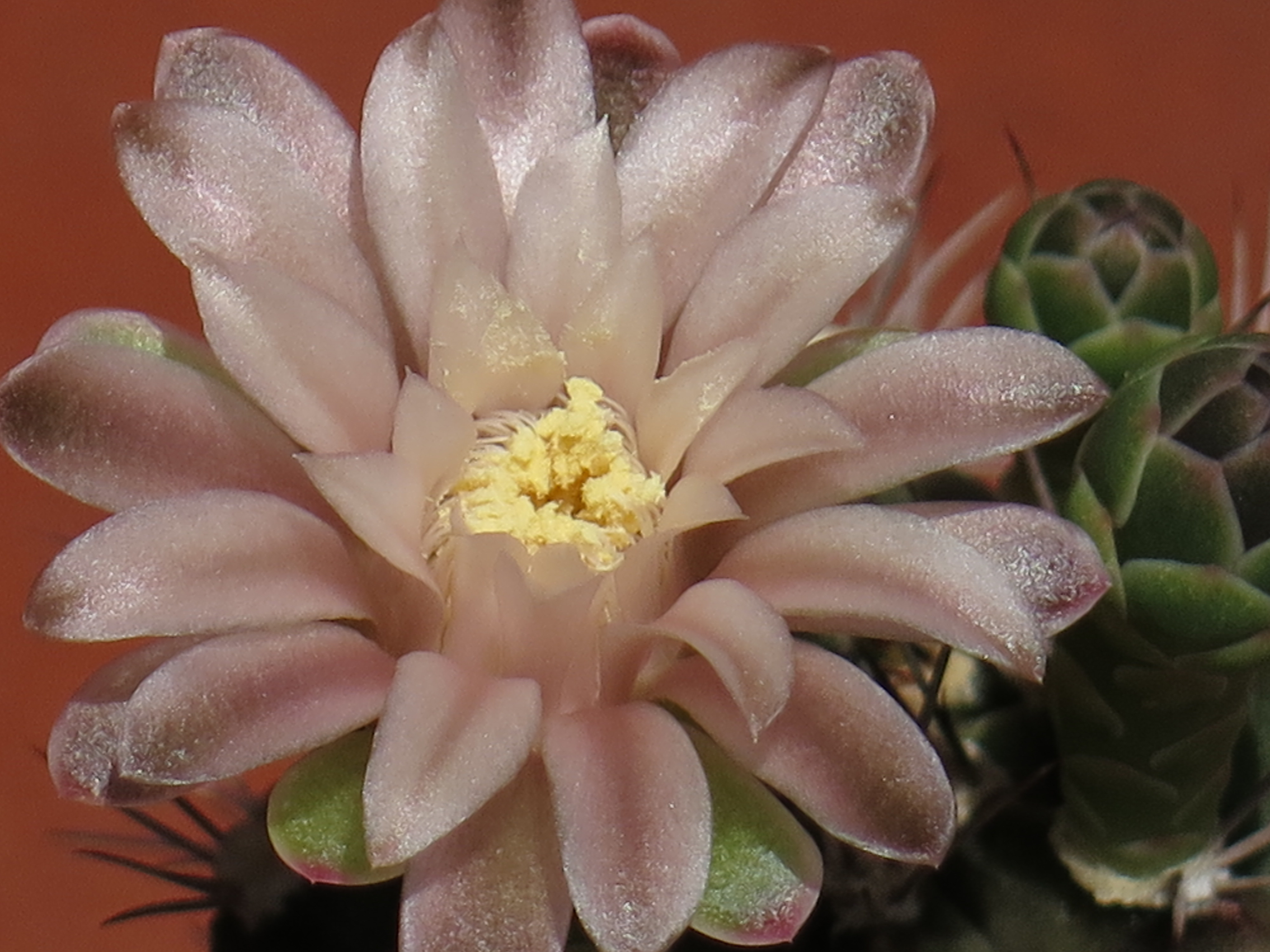
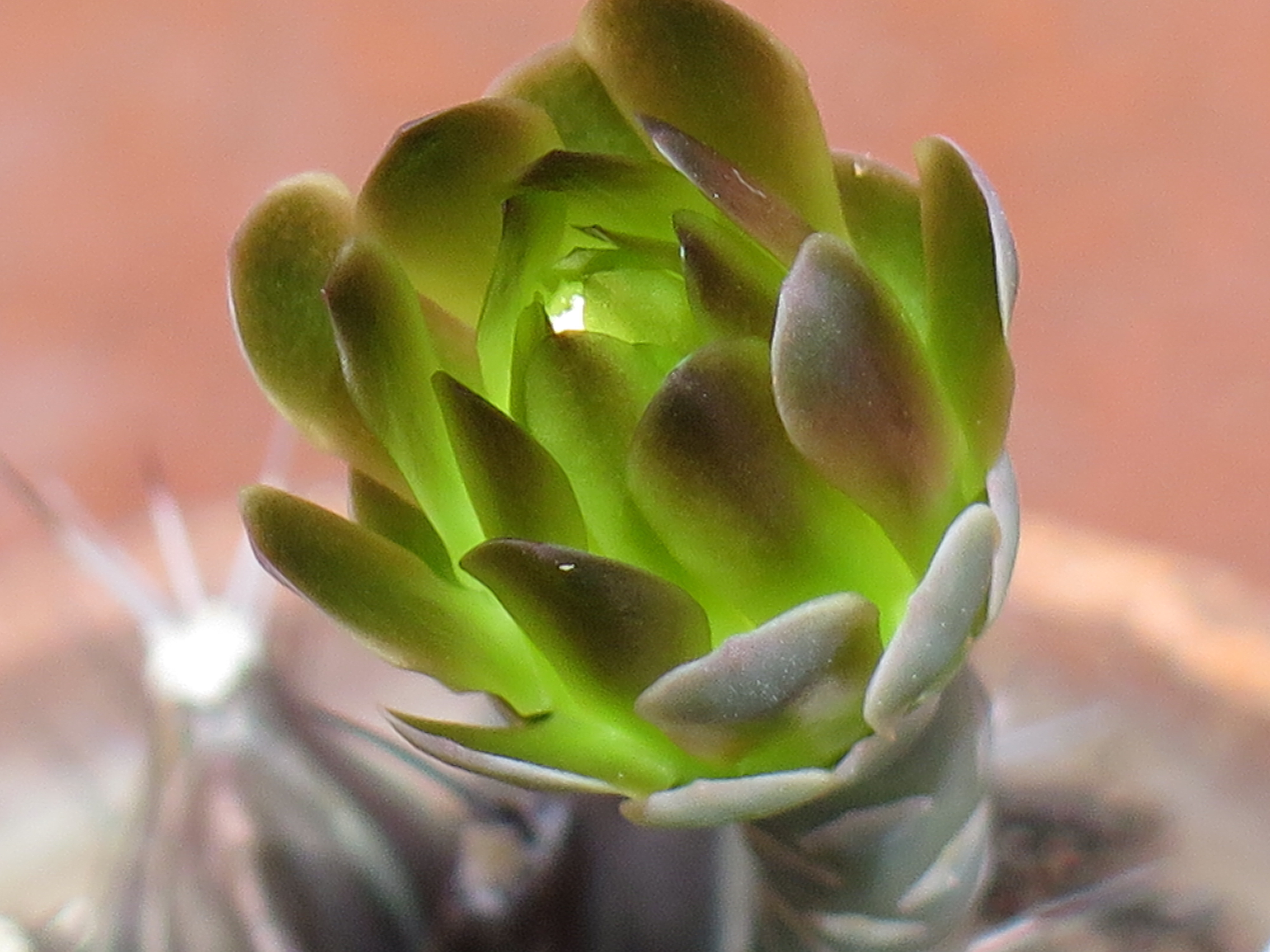
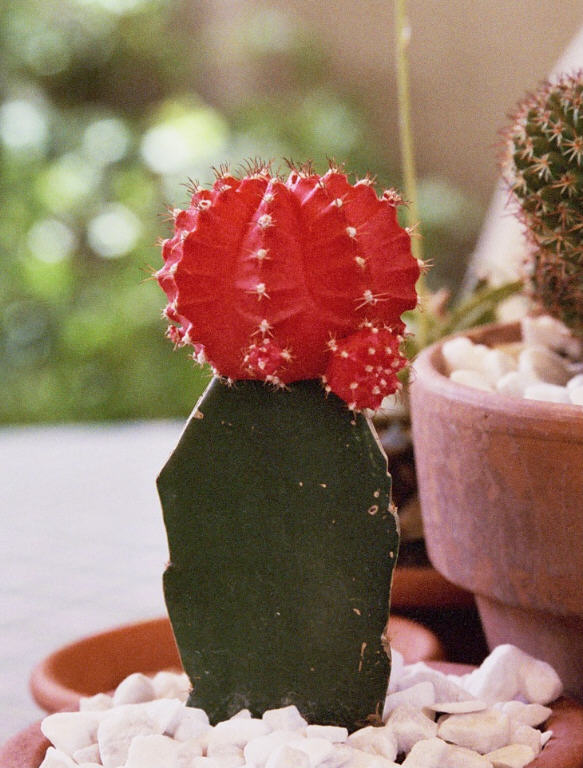
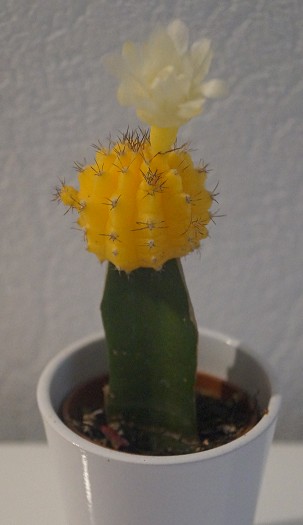